# Hoa hậu Thế giới 2008

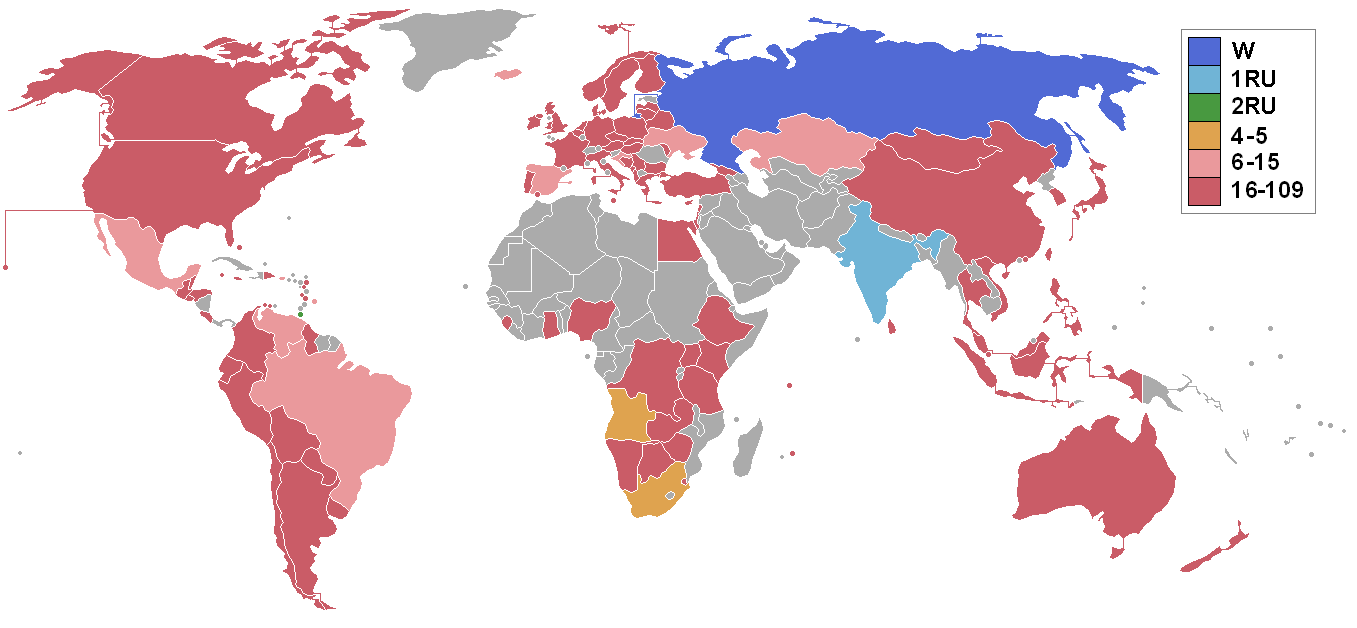
Các quốc gia và vùng lãnh thổ tham gia cuộc thi và kết quả.

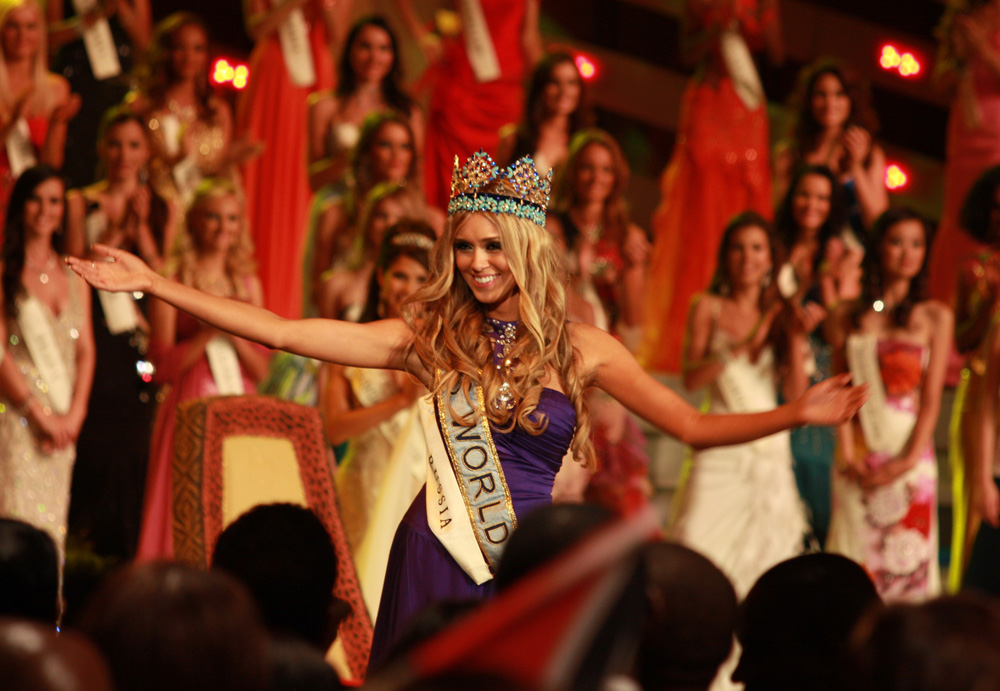
Hoa hậu Nga đăng quang

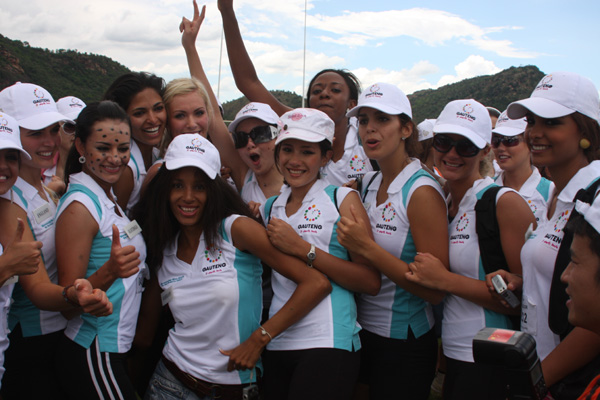
Phần thi Hoa hậu Thể thao

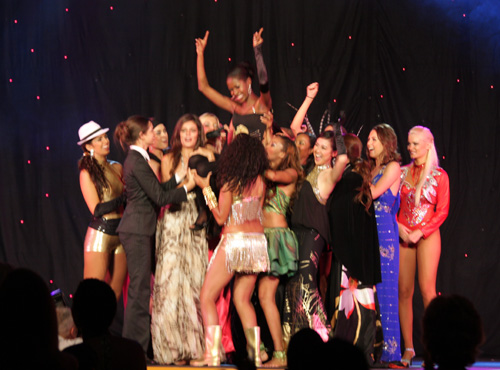
Phần thi Hoa hậu Tài năng

Hoa hậu Thế giới 2008 là cuộc thi Hoa hậu Thế giới lần thứ 58 được tổ chức vào ngày 13 tháng 12 năm 2008 tại Trung tâm Hội nghị Sandton ở Johannesburg, Nam Phi. 109 thí sinh từ khắp nơi trên thế giới đã cùng tham gia tranh tài giành chiếc vương miện và Hoa hậu Thế giới 2007 từ Trung Quốc, Trương Tử Lâm đã trao vương miện cho Hoa hậu Thế giới 2008 là Ksenia Sukhinova từ Nga.
Ban đầu, cuộc thi Hoa hậu Thế giới 2008 dự định được tổ chức tại Kiev, Ukraine vào ngày 4 tháng 10 năm 2008. Thế nhưng chiến sự bất ngờ nổ ra tại hai nước láng giềng của Ukraina là Nga và Georgia đã khiến cho ban tổ chức cuộc thi quyết định rời bỏ địa điểm này. Nam Phi, "đất nước cầu vồng" đã được lựa chọn thay thế cho Ukraine.

## Kết quả cuộc thi

### Các danh hiệu cao nhất
| Kết quả               | Thí sinh |
| --------------------- | --- |
| Hoa hậu Thế giới 2008 | - Nga – Ksenia Sukhinova |
| Á hậu 1               | - Ấn Độ – Parvathy Omanakuttan |
| Á hậu 2               | - Trinidad và Tobago – Gabrielle Walcott |
| Top 5                 | - Angola – Birgite dos Santos - Nam Phi – Tansey Coetzee |
| Top 15                | - Barbados – Natalie Griffith - Brazil – Tamara Almeida - Croatia – Josipa Kusić - Iceland – Alexandra Ívarsdóttir - Kazakhstan – Alfina Nasyrova - Mexico – Anagabriela Espinoza - Puerto Rico – Ivonne Orsini - Tây Ban Nha – Patricia Yurena Rodríguez - Ukraine – Iryna Zhuravska - Venezuela – Hannelly Quintero |

### Các nữ hoàng sắc đẹp khu vực
| Khu vực            | Thí sinh                                 |
| ------------------ | ---------------------------------------- |
| Châu Á & Đại dương | - Ấn Độ – Parvathy Omanakuttan           |
| Châu Âu            | - Nga – Ksenia Sukhinova                 |
| Châu Mỹ            | - Venezuela – Hannelly Quintero          |
| Châu Phi           | - Angola – Birgite dos Santos            |
| Vùng biển Caribê   | - Trinidad và Tobago – Gabrielle Walcott |

## Các phần thi phụ

### Hoa hậu Bãi biển
Phần thi Hoa hậu Bãi biển diễn ra ngày 29 tháng 11 tại khách sạn Beverly Hills tại Durban, Nam Phi. 25 thí sinh được ban giám khảo công bố từ ngày 27 tháng 11 sẽ cùng nhau thi tài giành danh hiệu Hoa hậu Bãi biển và có được chiếc vé vào vòng bán kết.
| Kết quả     | Thí sinh |
| ----------- | --- |
| Chiến thắng | - Mexico – Anagabriela Espinoza |
| Á hậu 1     | - Nam Phi – Tansey Coetzee |
| Á hậu 2     | - Nga – Ksenia Sukhinova |
| Top 10      | - Angola – Birgite dos Santos - Ấn Độ – Parvathy Omanakuttan - Liban - Rosarita Tawil - Philippines – Danielle Castaño - Puerto Rico – Ivonne Orsini - Tây Ban Nha – Patricia Yurena Rodríguez - Venezuela – Hannelly Quintero |
| Top 25      | - Úc – Katie Richardson - Colombia – Katherine Medina - Croatia – Josipa Kusić - Ai Cập – Sanaa Ismail Hamed - Kazakhstan – Alfina Nasyrova - New Zealand – Kahurangi Taylor - Paraguay – Gabriela Rejala - Serbia – Nevena Lipovac - Thái Lan – Ummarapas Jullakasian - Trinidad và Tobago – Gabrielle Walcott - Thổ Nhĩ Kỳ – Leyla Tuğutlu - Ukraine – Iryna Zhuravska - Hoa Kỳ – Lane Lindell - Uruguay - Fatimih Dávila - Zimbabwe – Cynthia Muvirimi |

### Hoa hậu Siêu mẫu
Phần thi Hoa hậu Siêu mẫu diễn ra ngày 3 tháng 12 tại Walter Sisulu Square of Dedication in Soweto, Nam Phi. 32 thí sinh vào bán kết sẽ tham gia sự kiện này.
| Kết quả     | Kết quả                 | Thí sinh |
| ----------- | ----------------------- | --- |
| Chiến thắng | Chiến thắng             | - Nga – Ksenia Sukhinova |
| Á hậu 1     | Á hậu 1                 | - Ấn Độ – Parvathy Omanakuttan |
| Á hậu 2     | Á hậu 2                 | - Angola – Birgite dos Santos |
| Top 10      | Top 10                  | - Croatia – Josipa Kusić - Curacao - Norayla Francisco - Séc - Zuzana Jandová - Mexico – Anagabriela Espinoza - Nam Phi – Tansey Coetzee - Tây Ban Nha – Patricia Yurena Rodríguez - Venezuela – Hannelly Quintero                                                             |
| Top 32      | Châu Âu                 | - Belarus - Volha Khizhynkova - Ý – Claudia Russo - Na Uy - Lene Egeli |
| Top 32      | Châu Mỹ                 | - Argentina – Agustina Quinteros - Barbados – Natalie Griffith - Brazil – Tamara Almeida - Colombia – Katherine Medina - Paraguay – Gabriela Rejala - Peru – Annmarie Dehainaut - Puerto Rico - Ivonne Orsini - Trinidad và Tobago – Gabrielle Walcott - Hoa Kỳ – Lane Lindell |
| Top 32      | Châu Phi                | - Ethiopia - Hibret Fekadu - Namibia - Marelize Robberts - Zimbabwe – Cynthia Muvirimi |
| Top 32      | Châu Á & Châu Đại Dương | - Trung Quốc – Mai Nghiên Lăng - Nhật Bản – Kubodera Mizuki - Kazakhstan – Alfina Nasyrova - Liban - Rosarita Tawil - Malaysia - Soo Wincci - Philippines – Danielle Castaño - Thái Lan – Ummarapas Jullakasian                                                                |

### Hoa hậu Thể thao
Phần thi Hoa hậu Thể thao diễn ra vào ngày 5 tháng 12 tại Muldersdrift, Nam Phi.
| Kết quả     | Thí sinh                                                                          |
| ----------- | --------------------------------------------------------------------------------- |
| Chiến thắng | - Iceland – Alexandra Ívarsdóttir                                                 |
| Á hậu 1     | - Nigeria – Adaeze Igwe                                                           |
| Á hậu 2     | - Bồ Đào Nha – Andréia Rodrigues                                                  |
| Top 6       | - Israel – Tamar Ziskind - Hy Lạp – Angeliki Kalaitzi - Peru – Annmarie Dehainaut |

### Hoa hậu Tài năng
Phần thi Hoa hậu Tài năng diễn ra ngày 7 tháng 12 tại Sandton Convention Centerỉơ Johannesburg, Nam Phi.
| Kết quả     | Thí sinh |
| ----------- | --- |
| Chiến thắng | - Barbados – Natalie Griffith |
| Á hậu 1     | - Áo – Kathrin Krahfuss |
| Á hậu 2     | - Ukraine – Iryna Zhuravska |
| Top 19      | - Quần đảo Cayman - Nicosia Lawson - Đài Loan - Lâm Khiết Minh - Croatia – Josipa Kusić - Đan Mạch - Lisa Lents - Gibraltar - Krystel Robba - Indonesia – Sandra Angelia - Ireland – Sinéad Noonan - Kazakhstan – Alfina Nasyrova - Litva - Gabrielė Martirosianaitė - Malaysia - Soo Wincci - Martinique – Elodie Delor - Mexico – Anagabriela Espinoza - Nigeria – Adaeze Igwe - Anh – Laura Coleman - Bồ Đào Nha – Andréia Rodrigues - Nam Phi – Tansey Coetzee |

### Hoa hậu Nhân ái
Được diễn ra vào đêm chung kết ngày 13 tháng 12.
| Kết quả     | Thí sinh                                                                           |
| ----------- | ---------------------------------------------------------------------------------- |
| Chiến thắng | - Trinidad và Tobago – Gabrielle Walcott                                           |
| Top 4       | - Hungary – Szilvia Freire - Kenya – Ruth Kinuthia - Mexico – Anagabriela Espinoza |

## Giải thưởng đặc biệt

#### Nhà thiết kế trang phục đẹp nhất
| Kết quả     | Thí sinh                                                             |
| ----------- | -------------------------------------------------------------------- |
| Chiến thắng | - Hoa Kỳ – Lane Lindell                                              |
| Top 3       | - Guatemala – Maribel Arana - Trinidad và Tobago – Gabrielle Walcott |

#### Hoa hậu do khán giả bình chọn
| Kết quả     | Thí sinh                           |
| ----------- | ---------------------------------- |
| Chiến thắng | - Việt Nam – Dương Trương Thiên Lý |

Ghi chú: Theo luật ban đầu, người chiến thắng giải thưởng này sẽ có một vị trí trong Bán kết. Nhưng trước chung kết vài giờ, giải thưởng đã bị hủy bỏ do hệ thống bình chọn bị lỗi kỹ thuật. Sau khi lễ đăng quang kết thúc, ban tổ chức Hoa hậu Thế giới đã thông báo thí sinh đoạt giải thưởng này trên trang chủ chính thức của cuộc thi.

## Các giám khảo
Giám khảo gồm có tám người và họ là:
- Julia Morley - Chủ tịch kiêm giám đốc điều hành tổ chức Hoa hậu Thế giới
- Wilnelia Merced - Hoa hậu Thế giới 1975 và hiện là giám đốc của quỹ từ thiện của riêng mình ở Puerto Rico
- Aminurta Kang - đạo diễn nhà hát, Trung Quốc và Bắc Mỹ
- Krish Naidoo - Đại sứ quốc tế của Hoa hậu Thế giới
- Pearl Luthuli - Điều hành thương mại và dịch vụ đài truyền hình quốc gia Nam Phi SABC
- Lindiwe Mahlangu - Giám đốc điều hành công ty du lịch Joburg
- Precious Moloi-Motsepe - Chủ tịch hiệp hội thời trang quốc tế châu Phi
- Graham Cooke - Chủ tịch World Travel

## Thí sinh tham dự
Có tất cả 109 thí sinh tham gia cuộc thi.
| Quốc gia               | Thí sinh                 | Tuổi | Chiều cao (cm) | Quê nhà             | Khu vực                  |
| ---------------------- | ------------------------ | ---- | -------------- | ------------------- | ------------------------ |
| Albania                | Egla Harxhi              | 17   | 175            | Tirana              | Châu Âu                  |
| Angola                 | Brigith dos Santos       | 18   | 180            | Luanda              | Châu Phi                 |
| Antigua và Barbuda     | Athina James             | 18   | 180            | St. John's          | Caribbean                |
| Argentina              | Agustina Quinteros       | 18   | 176            | Santa Rosa          | Châu Mỹ                  |
| Aruba                  | Christina Trejo          | 20   | 175            | Tanki Flip          | Caribbean                |
| Úc                     | Katie Richardson         | 20   | 178            | Albion Park         | Châu Á - Thái Bình Dương |
| Áo                     | Kathrin Krahfuss         | 23   | 177            | Graz                | Châu Âu                  |
| Bahamas                | Tinnyse Johnson          | 21   | 176            | Nassau              | Caribbean                |
| Barbados               | Natalie Griffith         | 18   | 168            | Bridgetown          | Caribbean                |
| Belarus                | Volha Khizhynkova        | 21   | 184            | Vitebsk             | Châu Âu                  |
| Bỉ                     | Alizée Poulicek          | 21   | 175            | Bruxelles           | Châu Âu                  |
| Belize                 | Charmaine Chinapen       | 21   | 174            | Thành phố Belize    | Châu Mỹ                  |
| Bolivia                | Jackelin Arias           | 18   | 177            | Santa Cruz          | Châu Mỹ                  |
| Bosna và Hercegovina   | Tanja Vujičić            | 18   | 178            | Mostar              | Châu Âu                  |
| Botswana               | Itseng Kgomotso          | 19   | 178            | Gaborone            | Châu Phi                 |
| Brasil                 | Tamara Almeida           | 23   | 174            | Ipatinga            | Châu Mỹ                  |
| Bulgaria               | Julia Yurevich           | 19   | 177            | Kozloduy            | Châu Âu                  |
| Canada                 | Leah Ryerse              | 20   | 178            | Hamilton            | Châu Mỹ                  |
| Quần đảo Cayman        | Nicosia Lawson           | 25   | 175            | George Town         | Caribbean                |
| Chile                  | Nataly Chilet            | 23   | 175            | Santiago            | Châu Mỹ                  |
| Trung Quốc             | Mai Nghiên Lăng          | 24   | 180            | Đại Liên            | Châu Á - Thái Bình Dương |
| Đài Bắc Trung Hoa      | Lâm Khiết Minh           | 24   | 173            | Đài Trung           | Châu Á - Thái Bình Dương |
| Colombia               | Katherine Medina         | 17   | 180            | Medellín            | Châu Mỹ                  |
| Cộng hòa Dân chủ Congo | Christelle Ndila         | 18   | 174            | Kinshasa            | Châu Phi                 |
| Costa Rica             | Amalia Matamoros         | 19   | 175            | San Juan de Naranjo | Châu Mỹ                  |
| Croatia                | Josipa Kusić             | 20   | 182            | Zagreb              | Châu Âu                  |
| Curaçao                | Norayla Francisco        | 23   | 181            | Willemstad          | Caribbean                |
| Síp                    | Mari Vasileiou           | 18   | 168            | Larnaca             | Châu Âu                  |
| Séc                    | Zuzana Jandová           | 20   | 180            | Karviná             | Châu Âu                  |
| Đan Mạch               | Lisa Lents               | 21   | 177            | Copenhagen          | Châu Âu                  |
| Cộng hòa Dominican     | Nathali Montes de Oca    | 21   | 175            | Santo Domingo Este  | Caribbean                |
| Ecuador                | Marjorie Cevallos        | 22   | 183            | Guayaquil           | Châu Mỹ                  |
| Ai Cập                 | Sanaa Ismail Hamed       | 24   | 175            | Alexandria          | Châu Phi                 |
| El Salvador            | Gabriela Gavidia         | 18   | 173            | La Libertad         | Châu Mỹ                  |
| Anh                    | Laura Coleman            | 22   | 175            | Leicester           | Châu Âu                  |
| Ethiopia               | Hibret Fekadu            | 18   | 180            | Addis Ababa         | Châu Phi                 |
| Phần Lan               | Linda Wikstedt           | 19   | 174            | Helsinki            | Châu Âu                  |
| Pháp                   | Laura Tanguy             | 20   | 175            | Angers              | Châu Âu                  |
| Gruzia                 | Khatuna Skhirtladze      | 18   | 177            | Tbilisi             | Châu Âu                  |
| Đức                    | Anne Katrin Walter       | 21   | 172            | Dahme-Spreewald     | Châu Âu                  |
| Ghana                  | Frances Takyi-Mensah     | 22   | 180            | Elmina              | Châu Phi                 |
| Gibraltar              | Krystel Robba            | 22   | 178            | Gibraltar           | Châu Âu                  |
| Hy Lạp                 | Angeliki Kalaitzi        | 24   | 173            | Thessaloniki        | Châu Âu                  |
| Guadeloupe             | Frédérika Charpentier    | 23   | 175            | Basse-Terre         | Caribbean                |
| Guatemala              | Maribel Arana            | 23   | 174            | Thành phố Guatemala | Châu Mỹ                  |
| Guyana                 | Christa Simmons          | 23   | 173            | Georgetown          | Châu Mỹ                  |
| Honduras               | Gabriela Zavala          | 23   | 183            | San Pedro Sula      | Châu Mỹ                  |
| Hồng Kông              | Trần Sảnh Dương          | 24   | 168            | Hồng Kông           | Châu Á - Thái Bình Dương |
| Hungary                | Szilvia Freire           | 24   | 174            | Budapest            | Châu Âu                  |
| Iceland                | Alexandra Ívarsdóttir    | 18   | 180            | Reykjavík           | Châu Âu                  |
| Ấn Độ                  | Parvathy Omanakuttan     | 21   | 175            | Kottayam            | Châu Á - Thái Bình Dương |
| Indonesia              | Sandra Angelia           | 22   | 168            | Surabaya            | Châu Á - Thái Bình Dương |
| Ireland                | Sinéad Noonan            | 21   | 175            | County Meath        | Châu Âu                  |
| Israel                 | Tamar Ziskind            | 23   | 176            | Haifa               | Châu Á - Thái Bình Dương |
| Ý                      | Claudia Russo            | 25   | 178            | Messina             | Châu Âu                  |
| Jamaica                | Brittany Lyons           | 19   | 166            | Kingston            | Caribbean                |
| Nhật Bản               | Kubodera Mizuki          | 21   | 173            | Kanagawa            | Châu Á - Thái Bình Dương |
| Kazakhstan             | Alfina Nassyrova         | 20   | 175            | Almaty              | Châu Á - Thái Bình Dương |
| Kenya                  | Ruth Kinuthia            | 22   | 184            | Nairobi             | Châu Phi                 |
| Hàn Quốc               | Choi Bo In               | 22   | 169            | Seoul               | Châu Á - Thái Bình Dương |
| Latvia                 | Ina Avlasēviča           | 20   | 180            | Dobele              | Châu Âu                  |
| Liban                  | Rosarita Tawil           | 20   | 178            | Beirut              | Châu Á - Thái Bình Dương |
| Litva                  | Gabrielė Martirosianaitė | 17   | 176            | Kaunas              | Châu Âu                  |
| Malaysia               | Soo Wincci               | 23   | 170            | Selangor            | Châu Á - Thái Bình Dương |
| Malta                  | Martha Fenech            | 17   | 170            | St. Julian's        | Châu Âu                  |
| Martinique             | Elodie Delor             | 18   | 183            | Fort-de-France      | Caribbean                |
| Mauritius              | Olivia Carey             | 19   | 170            | Vacoas              | Châu Phi                 |
| México                 | Anagabriela Espinoza     | 20   | 180            | Monterrey           | Châu Mỹ                  |
| Moldova                | Iana Varnacova           | 17   | 180            | Chişinău            | Châu Âu                  |
| Mông Cổ                | Anun Chinbat             | 23   | 173            | Ulan Bator          | Châu Á - Thái Bình Dương |
| Montenegro             | Mariana Mihajlović       | 18   | 180            | Plavnica            | Châu Âu                  |
| Namibia                | Marelize Robberts        | 21   | 180            | Windhoek            | Châu Phi                 |
| Hà Lan                 | Carmen Kool              | 22   | 178            | Arnhem              | Châu Âu                  |
| New Zealand            | Kahurangi Taylor         | 17   | 180            | Auckland            | Châu Á - Thái Bình Dương |
| Nigeria                | Adaeze Igwe              | 18   | 173            | Awka                | Châu Phi                 |
| Bắc Ireland            | Judith Wilson            | 23   | 180            | Enniskillen         | Châu Âu                  |
| Na Uy                  | Lene Egeli               | 21   | 178            | Stavanger           | Châu Âu                  |
| Paraguay               | Gabriela Rejala          | 19   | 173            | Ñemby               | Châu Mỹ                  |
| Peru                   | Annmarie Dehainaut       | 18   | 175            | Lima                | Châu Mỹ                  |
| Philippines            | Danielle Castaño         | 18   | 174            | Thành phố Quezon    | Châu Á - Thái Bình Dương |
| Ba Lan                 | Klaudia Ungerman         | 20   | 180            | Wysieradz           | Châu Âu                  |
| Bồ Đào Nha             | Andréia Rodrigues        | 24   | 175            | Lisboa              | Châu Âu                  |
| Puerto Rico            | Ivonne Orsini            | 20   | 175            | Bayamón             | Caribbean                |
| Nga                    | Ksenia Sukhinova         | 21   | 178            | Tyumen              | Châu Âu                  |
| Scotland               | Stephanie Willemse       | 19   | 180            | Glasgow             | Châu Âu                  |
| Serbia                 | Nevena Lipovac           | 19   | 175            | Beograd             | Châu Âu                  |
| Seychelles             | Elena Angione            | 22   | 168            | Mahé                | Châu Phi                 |
| Sierra Leone           | Tyrilla Gouldson         | 24   | 188            | Freetown            | Châu Phi                 |
| Singapore              | Trần Faraliza            | 22   | 175            | Singapore           | Châu Á - Thái Bình Dương |
| Slovakia               | Edita Krešáková          | 19   | 180            | Seňa                | Châu Âu                  |
| Nam Phi                | Tansey Coetzee           | 23   | 174            | Johannesburg        | Châu Phi                 |
| Tây Ban Nha            | Patricia Rodríguez       | 18   | 179            | Granadilla de Abona | Châu Âu                  |
| Sri Lanka              | Rochelle Correa          | 24   | 180            | Colombo             | Châu Á - Thái Bình Dương |
| St. Lucia              | Joy-Ann Biscette         | 22   | 173            | Castries            | Caribbean                |
| Swaziland              | Tiffany Simelane         | 20   | 172            | Mhlambanyatsi       | Châu Phi                 |
| Thụy Điển              | Jennifer Palm Lundberg   | 22   | 176            | Sigtuna             | Châu Âu                  |
| Tanzania               | Nasreem Ndiye            | 22   | 174            | Mwanza              | Châu Phi                 |
| Thái Lan               | Ummarapas Jullakasian    | 23   | 173            | Băng Cốc            | Châu Á - Thái Bình Dương |
| Trinidad & Tobago      | Gabrielle Walcott        | 23   | 170            | Petit Valley        | Caribbean                |
| Thổ Nhĩ Kỳ             | Leyla Tuğutlu            | 19   | 175            | Istanbul            | Châu Âu                  |
| Uganda                 | Dora Mwima               | 18   | 175            | Tororo              | Châu Phi                 |
| Ukraina                | Irina Zhuravskaya        | 18   | 177            | Kiev                | Châu Âu                  |
| Hoa Kỳ                 | Lane Lindell             | 18   | 177            | Tampa Bay           | Châu Mỹ                  |
| Uruguay                | Fatimih Dávila           | 20   | 175            | Montevideo          | Châu Mỹ                  |
| Venezuela              | Hannelly Quintero        | 23   | 176            | Caracas             | Châu Mỹ                  |
| Việt Nam               | Dương Trương Thiên Lý    | 19   | 169            | Đồng Tháp           | Châu Á - Thái Bình Dương |
| Wales                  | Chloe Morgan             | 22   | 175            | Cwmbran             | Châu Âu                  |
| Zambia                 | Winfridah Mofu           | 19   | 172            | Lusaka              | Châu Phi                 |
| Zimbabwe               | Cynthia Muvirimi         | 25   | 170            | Harare              | Châu Phi                 |